# Romeo H. Freer
Romeo Hoyt Freer, född 9 november 1846 i Trumbull County i Ohio, död 9 maj 1913 i Harrisville i West Virginia, var en amerikansk republikansk politiker. Han var ledamot av USA:s representanthus 1899–1901.
Freer deltog i amerikanska inbördeskriget i nordstatsarmén. År 1899 efterträdde han Warren Miller som kongressledamot och efterträddes 1901 av James A. Hughes. Freer tjänstgjorde som West Virginias attorney general 1901–1905.